# Big Walter Horton
Walter Horton, mais conhecido como Big Walter Horton ou Walter "Shakey" Horton, (6 de abril de 1917 – 8 de dezembro de 1981) foi um gaitista americano. Um homem quieto, modesto e essencialmente tímido, Horton é lembrado como um dos mais influentes gaitistas da história do Blues. Willie Dixon já o identificou como "o melhor gaitista que eu já ouvi."

## Biografia
Nascido como Walter Horton em Horn Lake, Mississippi, começou a tocar harmônica com cinco anos de idade. Na sua juventude, viveu em Memphis, Tennessee; ele afirmou que suas primeiras gravações foram feitas lá, no início dos anos 1920, juntamente da Memphis Jug Band, embora não haja documentos que provem isso. Alguns pesquisadores do Blues dizem que isso não passa de uma história inventada por Horton. (Ele afirmou ainda que ensinou algumas práticas de harmônica para Little Walter e para o primeiro Sonny Boy Williamson, embora não haja evidências para essas afirmações; no caso do Sonny Boy Williamson mais velho, há suspeitas.
Assim como muitos dos músicos de Blues, gastou muito de sua carreira sobrevivendo com um salário ínfimo e com a constante discriminação de um Estados Unidos segregado. Nos anos de 1930, tocou com um variedade de músicos de Blues, pelo região do delta do Mississipi. É geralmente aceito que suas primeiras gravações foram feitas em Memphis, como um ajudante para o guitarrista Little Buddy Doyle, nas gravações de Doyle para as gravadoras Okeh Records e Vocalion Records, em 1939. Essas gravações foram no formato de dueto acústico, popularizado por Sleepy John Estes e seu gaitista Hammie Nixon, entre outros. Nessas gravações, seu estilo de tocar ainda não está totalmente desenvolvido, mas há claras evidências do que estaria por vir. Ele teve de parar de tocar eventualmente por conta de sua saúde fraca, e trabalhou fora da indústria fonográfica no início dos anos 1940. Nos anos 1950, ele voltou a fazer música, e estava entre um dos primeiros a gravar para Sam Phillips, na Sun Records em Memphis, que gravaria posteriormente nomes como Elvis Presley, Carl Perkins, e Johnny Cash. As gravações de Big Walter para a Sun incluem participações do jovem Phineas Newborn, Jr. no piano, que mais tarde ganharia fama como pianista da Jazz. Sua música instrumental gravada nessa época, "Easy", foi baseada na música de Ivory Joe Hunter, "I Almost Lost My Mind".
Ainda durante os anos 1950, apareceu na cena do Chicago Blues, onde ele tocou frequentemente com colegas músicos de Memphis e do Delta, que também haviam se mudado para o norte, incluindo os guitarristas Eddie Taylor e Johnny Shines. Quando Junior Wells deixou a banda de [artist]Muddy Water[/artist] no final de 1952, Horton o substituiu por tempo suficiente para fazer uma sessão com Waters em Janeiro de 1953. A essa altura, o estilo de Horton estava devidamente desenvolvido, e estava tocando no estilo altamente amplificado que virou uma das marcas do som do Chicago Blues. Ele também fez grande uso de técnicas como o "tongue-blocking". Fez uma gravação notória para a States Recordings em 1954. O solo de Horton na gravação de 1956 de Jimmy Rogers para a Chess Records, "Walking By Myself" é considerado por muitos como um dos pontos altos de sua carreira, e do Chicago Blues dos anos 1950.
Também conhecido como "Mumbles" ("aquele que tem comunicação falha", em uma tradução livre), e "Shakey" (algo como "balançador", em outra tradução livre) por conta do movimento de sua cabeça enquanto tocava a harmônica, Horton foi ativo na cena do Chicago Blues durante os anos 1960 enquanto o Blues ganhava popularidade com 'audiências brancas'. Do início dos anos 1960 em frente, ele fez gravações e apareceu frequentemente como acompanhante de músicos como Eddie Taylor, Johnny Shines, Johnny Young, Sunnyland Slim, Willie Dixon e muitos outros. Fez várias turnês, geralmente como músico acompanhante, e nos anos 1970 tocou em festivais de Blues e música Folk nos Estados Unidos e Europa, frequentemente com a Willie Dixon's Chicago Blues All-Stars. Ele fez também participações nas gravações de músicos de Blues e Rock como Fleetwood Mac e Johnny Winter.
Em Outubro de 1968, durante uma turnê no Reino Unido, ele gravou o álbum "Southern Comfort" com o antigo membro do Savoy Brown e futuro Mighty Baby, o guitarrista Martin Stone. No final dos anos 1970 fez uma turnê pelos Estados Unidos com Homesick James Williamson, Richard Molina, Bradley Pierce Smith e Paul Nebenzahl, e apareceu nas transmissões da National Public Radio. A qualidade de sua produção musical durante a sua carreira, muitas vezes afetada pelo seu consumo pesado de bebidas alcoólicas, oscilou previsivelmente entre o brilhante e o corriqueiro. De um certo modo, muitos dos seus melhores trabalhos foram feitos como músico acompanhante. Duas de suas melhores compilações são "Mouth-Harp Maestro" e "Fine Cuts". É também notável o álbum "Big Walter Horton and Carey Bell", lançado pela Alligator Records em 1972.
Ele se tornou o carro chefe nos circuitos de festivais, e, algumas vezes, tocou no mercado a céu aberto na Maxwell Street de Chicago. Em 1977, ele se juntou com Johnny Winter e Muddy Waters no álbum de Winter, "I'm Ready", durante o mesmo período gravou alguns materiais para a Blind Pig Records. Horton apareceu na cena da Maxwell Street, no filme dos anos 1980, "The Blues Brothers", acompanhando John Lee Hooker. Suas gravações finais foram feitas em 1980.
Horton morreu de parada cardíaca em Chicago, no ano de 1981, com 64 anos e foi enterrado no cemitério Restvale em Alsip, Illinois.
Ele foi adicionado postumamente ao Blues Hall of Fame em 1982.

## Discografia
- The Soul of Blues Harmonica (Argo, 1964)
- Big Walter Horton with Carey Bell (Alligator Records, 1972)
- Walter Shakey Horton with Hot Cottage (Stony Plain Records, 1974)
- Big Walter 'Shakey' Horton Toronto '73 (M.I.L. Multimedia 1998)